# André Dominé
André Dominé (Amburgo, 1946) è un giornalista, enologo, gastronomo e viticoltore tedesco naturalizzato francese.
Dal 1981 è attivo nel Midi-Pirenei in un piccolo villaggio, si dedica allo studio e alla produzione vitivinicola, nonché della gastronomia europea.
Dal 1981 si trasferisce in un villaggio dei Midi-Pirenei, dapprima studiando le tecniche vitivinicole proprie di quella zona, cinque anni dopo
(1986) ha una sua propria produzione di viti, nello stesso anno è autore del libro Wein (Vino), ma è anche attivo nella produzione letteraria gastronomica, in particolare sulle patate e sulle carni.

## Pubblicazioni
- Trunken vom Roussillon, Ed. Tramontane, 1987
- Die Kunst des Aperitif. Rezepte, Getränke, Philosophie. Kunstverlag Weingarten, 1989, ISBN 3-8170-0013-8
- Rotwein, Feierabend Verlag, 2003
- Weisswein, Feierabend Verlag, 2003
- Alles über Wein, Krone, 2004
- Culinaria Europa, Ulmann/Tandem 2004
- Französische Spezialitäten, Ullmann/Tandem, 2004
- Wein (Vino), Ullmann/Tandem, 2004 ISBN 3833110058
- Weinlandschaften der Welt, Feierabend Verlag, 2005

## Premi e riconoscimenti
- 2001 Prix du Champagne Lanson